# Phil Mogg

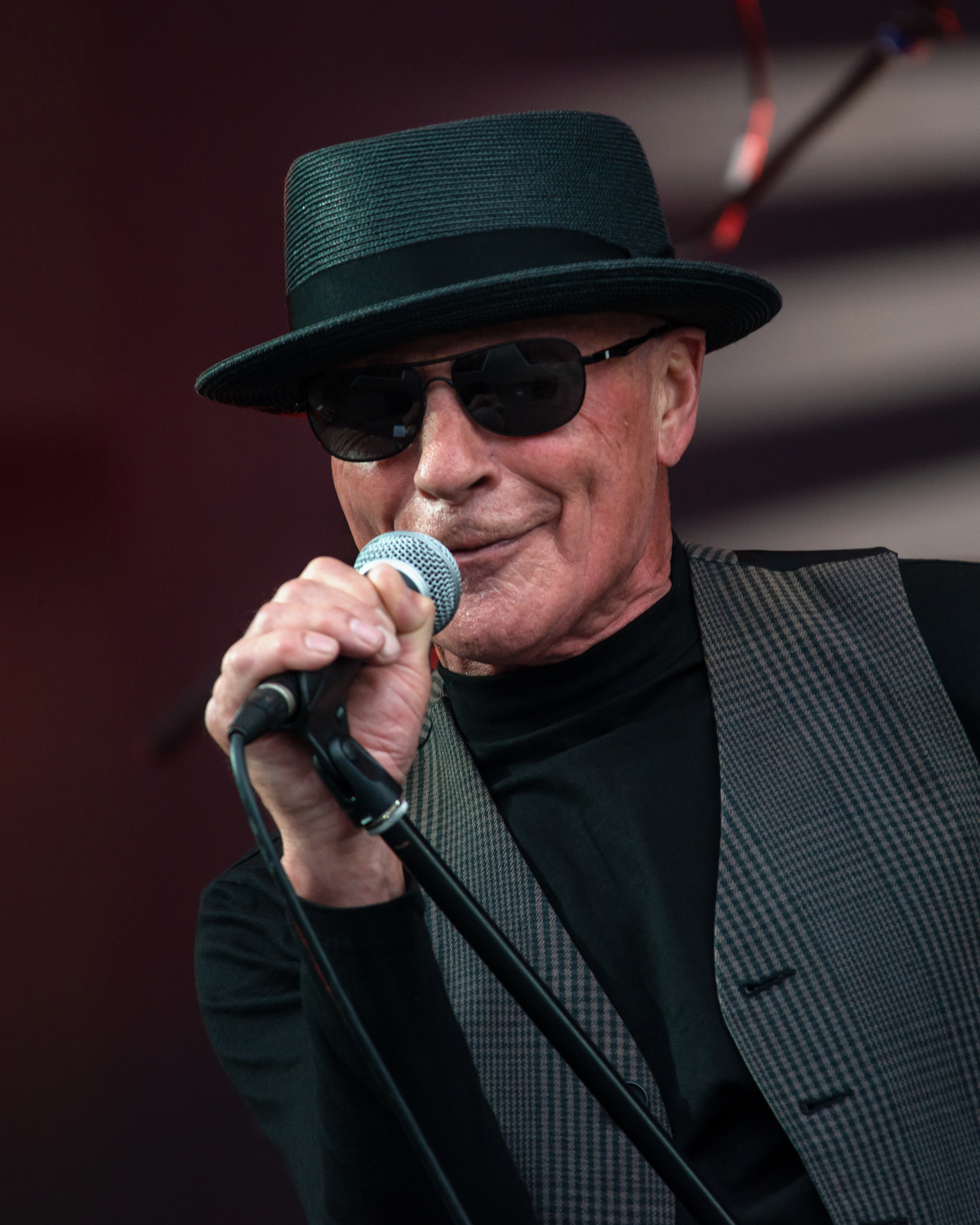
Phil Mogg (2022)

Phil Mogg (* 15. April 1948 in London als Phillip John Mogg) ist ein britischer Musiker und Sänger der Gruppe UFO.

## Leben
Mogg gründete 1969 gemeinsam mit Gitarrist Mick Bolton, Bassist Pete Way und Schlagzeuger Andy Parker  die Band Hocus Pocus, die sich bald in UFO umbenannte. Bis heute ist er das einzige ständige Mitglied der Band, die ihren größten Charterfolg 1979 mit dem Live-Doppelalbum Strangers in the Night erzielte.
Während einer vorübergehenden Pause von UFO Ende der 90er trat er gemeinsam mit Way zwischen 1997 und 2000 unter der Bezeichnung Mogg/Way auf. Daneben betrieb er das Projekt Sign of 4. Nach der Wiedervereinigung UFOs wirkte er erneut als Sänger bei den Aufnahmen für neue Alben mit.
Inspiriert haben Mogg die Sänger Joe Cocker, Steve Marriott und Eric Burdon sowie Gitarristen wie Eric Clapton, Alvin Lee und Peter Green und die Anfänge der Band Free.
Seit 2024 betreibt er zusammen mit Tony Newton und Neil Carter das Projekt Moggs Motel.

## Familie
Phil Mogg ist der Onkel von Nigel Mogg, Bassist der Band The Quireboys,

## Diskografie

### UFO
siehe UFO (Band)#Diskografie

### Mogg/Way
- Edge of the World (1997)
- Chocolate Box (1999)

### Moggs Motel
- Moggs Motel (2024)